# Efecte Clever Hans

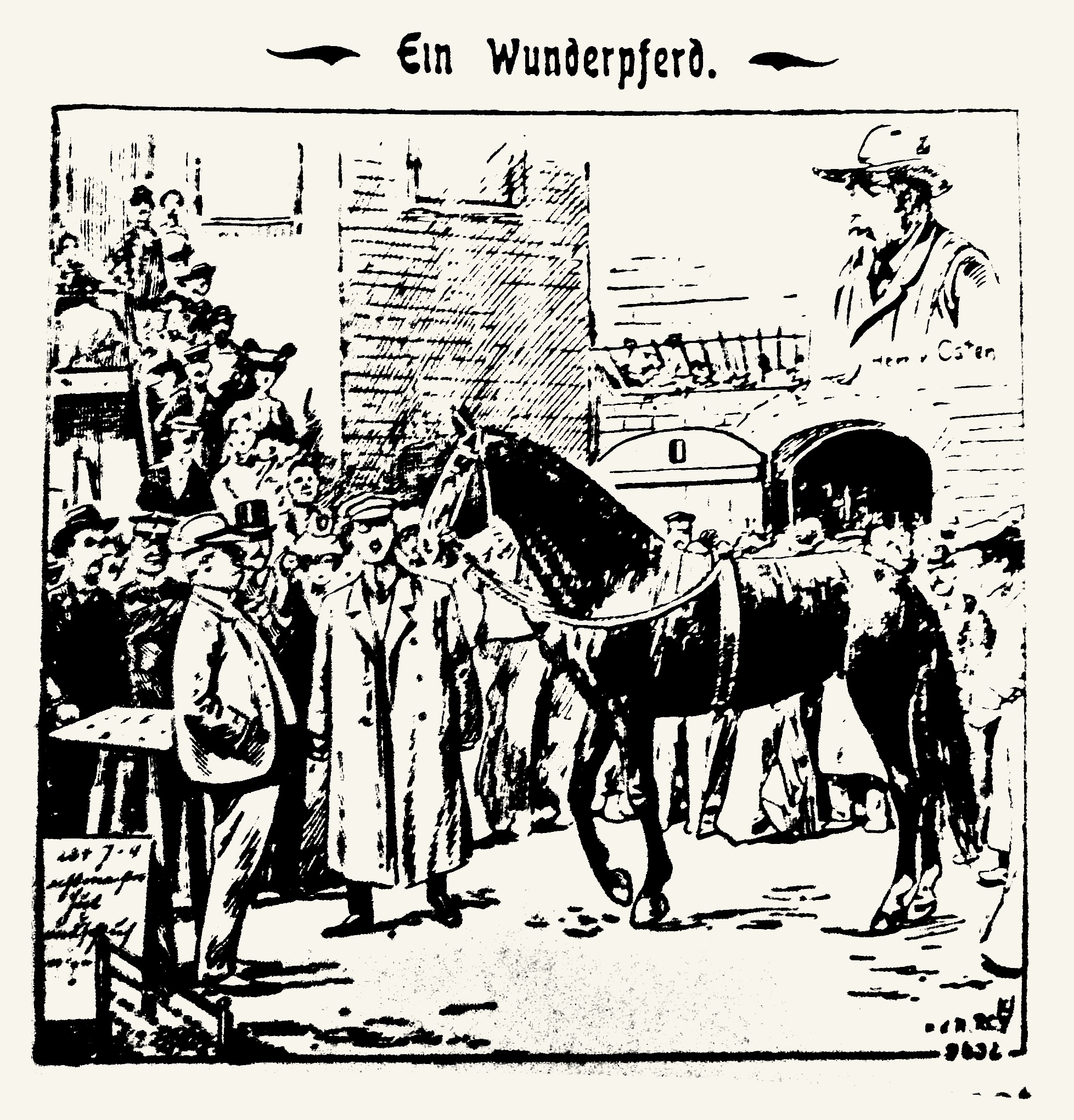
Caricatura de 1904 de Clever Hans

L'Efecte Clever Hans és una situació que s'esdevé en els estudis científics socials, quan un experimentador o ensinistrador actua sense proposar-s'ho sobre l'individu en estudi o ensinistrament mitjançant senyals involuntàries subtils com gestos, postures, tons de veu, moviments corporals, etc. Precisament per evitar aquest efecte s'utilitzen experiments en doble cec. Va ser descobert pel filòsof i psicòleg alemany Carl Stumpf quan estudiava les "possibles" habilitats d'un cavall que podia realitzar càlculs matemàtics.

## Història

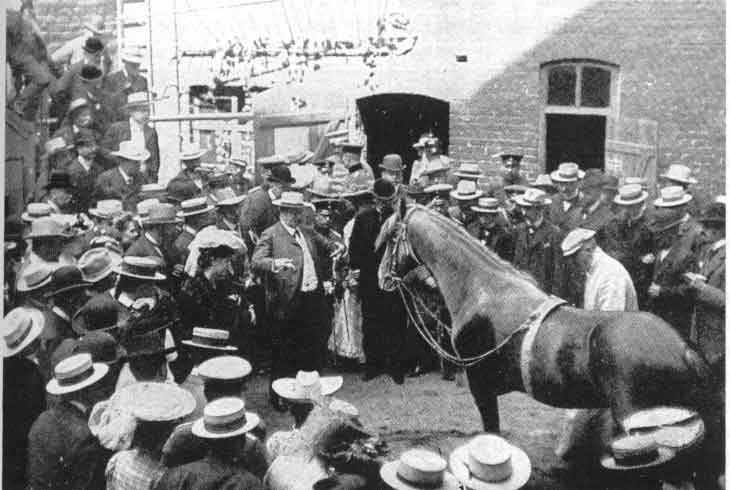
Clever Hans durant un espectacle.

Clever Hans va ser un cavall famós a Alemanya a principis del segle xx, del qual s'al·legava que era capaç de realitzar operacions aritmètiques (per exemple sumar, multiplicar, dividir, treballar amb fraccions, etc.) i altres tasques intel·lectuals (per exemple dir l'hora, calcular el calendari, distingir tons musicals, etc.).
La fama del cavall va creuar les fronteres i així mateix l'interès per detectar algun possible frau.
A causa del gran interès públic, la junta d'educació alemanya va designar una comissió per investigar l'espectacle del cavall. El filòsof i psicòleg Carl Stumpf va formar un panell de 13 persones (entre ells ell mateix), conegudes com a Comissió Hans.
Aquesta comissió va consistir en un veterinari, un gerent de circ, un oficial de Cavalleria, diversos professors d'escola, i el director del Zoològic de Berlín. Aquesta comissió va concloure el setembre de 1904 que no hi havia cap truc implicat en el funcionament de Hans.

## Explicació de l'assumpte Clever Hans

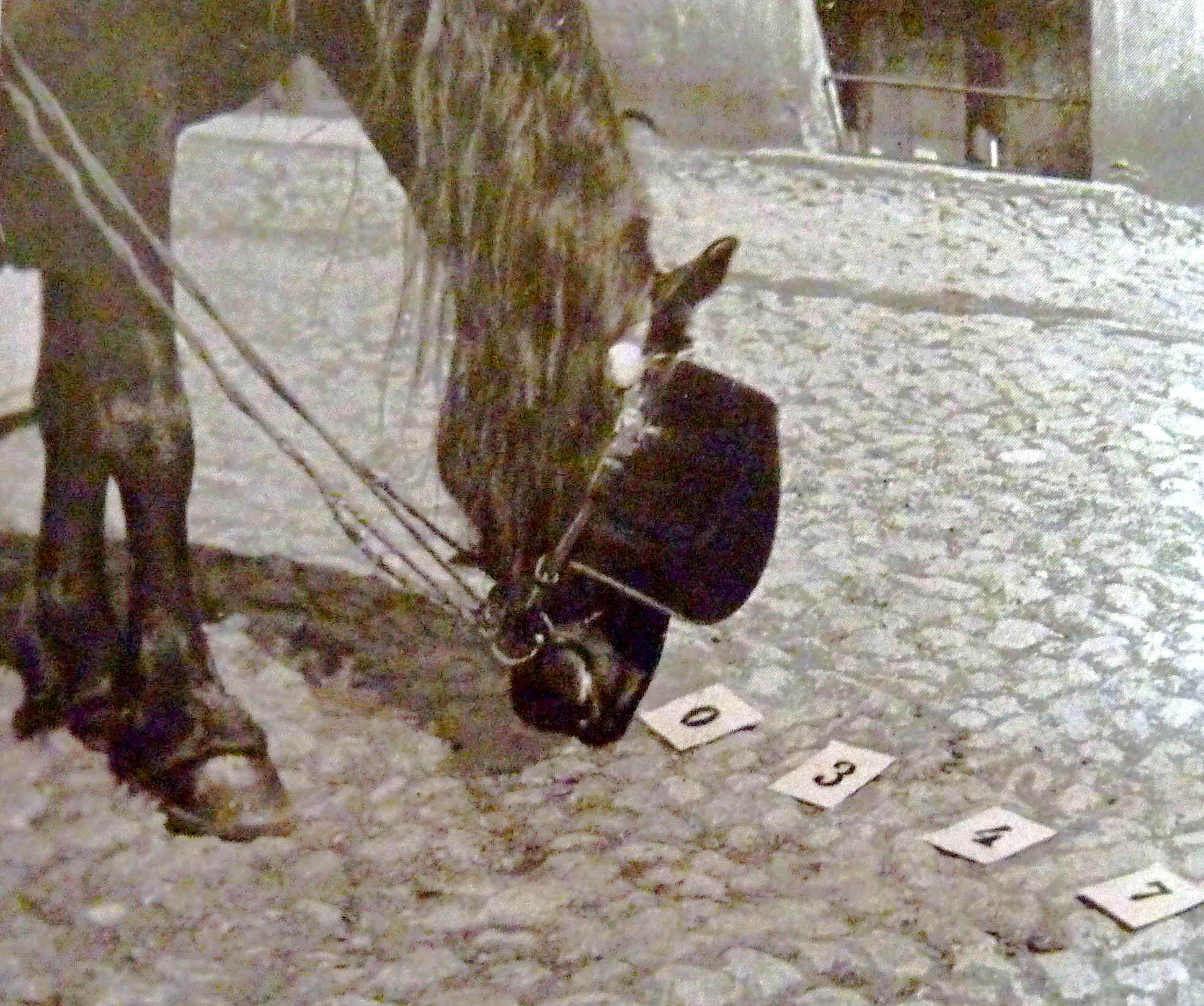
Clever Hans reconeixent nombres

Usant un nombre substancial de proves, Pfungst va trobar que el cavall podria aconseguir la resposta correcta només quan l'interrogador sabia (coneixia) la resposta i el cavall podria veure l'interrogador.
La comissió va observar que quan Osten, l'entrenador, coneixia les respostes a les preguntes, Hans va aconseguir el 89 per cent de les respostes correctes, però quan Osten no les coneixia Hans només va contestar el sis per cent de les preguntes correctament.
Pfungst llavors va continuar examinant el comportament de l'interrogador detalladament, i va mostrar que, quan els cops de la peülla del cavall s'acostaven a la resposta correcta, canviava la postura i l'expressió de la cara l'interrogador, de tal manera que es produïa un augment de la tensió que s'alliberava quan el cavall arribava finalment a la xifra "correcta". Això proporcionava un senyal que el cavall interpretava com que podia deixar de donar cops.
Els sistemes de comunicació social dels cavalls probablement depenen de la detecció de petits canvis de postura, i això pot indicar per què Hans va poder tan fàcilment recollir els senyals donats per von Osten (qui sembla haver estat completament inconscient que ell proporcionava aquests senyals). No obstant això, la capacitat per descobrir aquests senyals no està limitada a cavalls.
 
Pfungst va continuar provant la hipòtesi que aquests senyals serien perceptibles, realitzant proves de laboratori en les quals ell va jugar la part del cavall, i uns participants humans li van enviar preguntes a les quals ell va donar respostes numèriques donant un toc. Va trobar que el 90% de participants va donar senyals suficients perquè ell aconseguís una resposta correcta.
Pfungst va fer una observació molt important. Després que s'hagués convertit en expert en les actuacions de Hans, i plenament conscient dels senyals subtils que les van fer possibles, va descobrir que es produïen aquestes indicacions involuntàriament, independentment de si es desitjaven exposar o reprimir. Això li dona al fenomen una importància que difícilment podria ser exagerada. El seu reconeixement ha tingut un gran efecte sobre el disseny experimental i la metodologia per a tots els experiments en què sigui sensible la participació dels subjectes (inclosos els humans).

## Aplicació de l'efecte

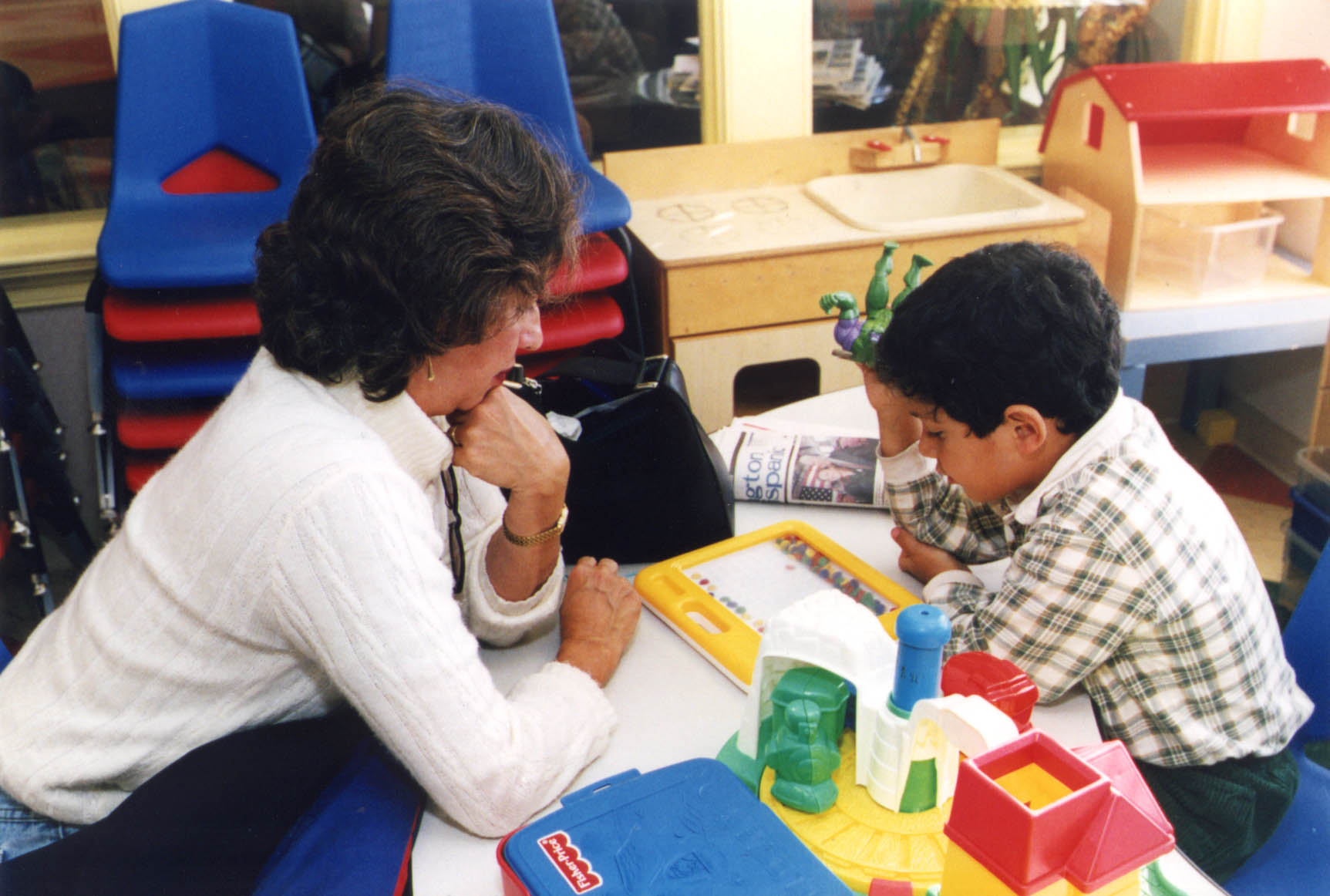
L'examinador influeix en l'experimentat si sap la resposta

El risc de l'efecte Clever Hans és la gran raó per la qual la psicologia comparativa i els estudis de cognició animal normalment fan els tests en animals aïllats, sense interacció amb ells. Tanmateix, això genera una nova situació problemàtica, perquè molts dels més interessants fenòmens de la cognició animal només pot ser demostrats en un context social, i, per tal d'entrenar i demostrar, és necessari crear una relació social entre l'entrenador i animal. Aquest punt de vista ha estat defensat amb fermesa per Irene Pepperberg en relació al seu estudi del lloro Alex, i per Gardner Allen i Beatrix Gardner al seu estudi de la ximpanzé Washoe.
No obstant això, si els resultats d'aquests estudis són per guanyar acceptació universal, cal trobar alguna manera d'eliminar el risc de l'Efecte Clever Hans en els test dels èxits animals. La simple eliminació de l'entrenador de l'escena pot no ser una estratègia apropiada, perquè quan la relació social entre l'entrenador i l'animal és fort, la retirada de l'entrenador pot produir respostes emocionals imprevisibles. Per tant, cal elaborar procediments on cap dels presents sàpiga el que l'animal ha de respondre. (Un exemple d'un protocol experimental dissenyat per superar els efectes de Clever Hans va ser usat en el mesurament de la capacitat del gos  Rico el 2004).

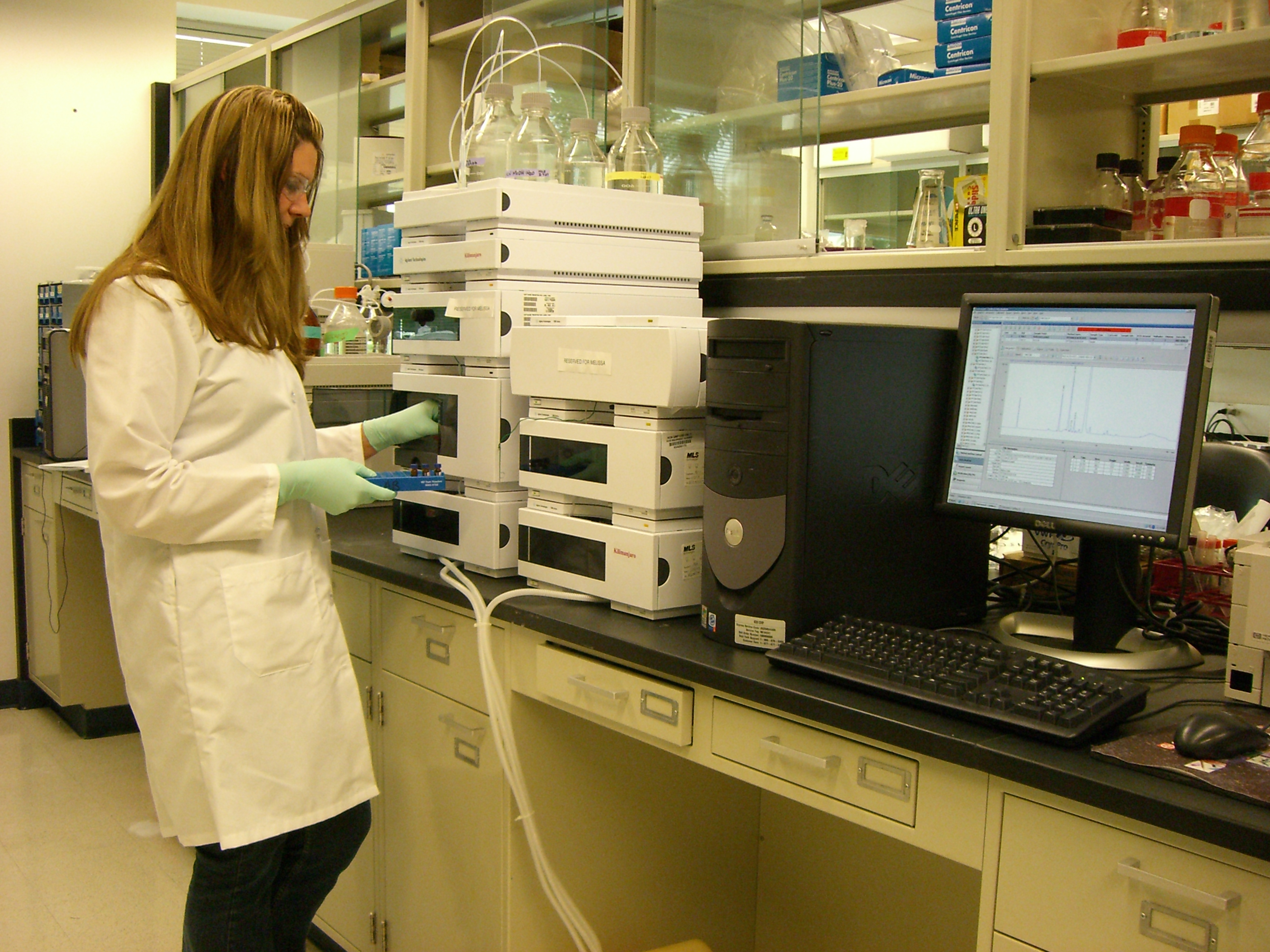
L'experiment en doble cec implica processar dades desconeixent l'origen d'aquests

Com a conclusió de l'experiment de Pfungst queda manifest que l'Efecte Clever Hans és tan probable que passi en els experiments amb éssers humans com en experiments amb animals. Per aquesta raó, sovint en camps com ara la percepció, psicologia cognitiva i psicologia social es procura fer els experiments doble cec, el que significa que ni l'investigador ni el subjecte testejat sap com és en el tema en investigació i, per tant, s'actua neutrament sense importar les respostes. Una altra forma en la que s'eviten els efectes Clever Hans és la substitució de l'experimentador amb un ordinador, que pot donar instruccions estandarditzades i gravar les respostes, sense donar pistes.